# Charlot cerca marito
Charlot cerca marito (A Busy Day) è un cortometraggio del 1914 prodotto e diretto da Mack Sennett. Il film, prodotto dalla Keystone Pictures Studio, è il primo in cui Charlie Chaplin interpreta una donna. Fu girato a Wilmington l'11 aprile 1914, durante una cerimonia per l'ampliamento del porto di Los Angeles, completato il 18 aprile e distribuito negli Stati Uniti dalla Mutual Film il 7 maggio, abbinato al film didattico The Morning Papers. In italiano è stato trasmesso in TV anche col titolo Una giornata indaffarata, mentre in inglese è noto anche come Busy as Can Be, Lady Charlie e Militant Suffragette.

## Trama
Una donna assiste col marito a una parata militare, ma si innervosisce quando s'avvede che il compagno riserva le sue attenzioni a una giovane e bella spettatrice che lo affianca. Prima di raggiungere la coppia, la donna disturba le riprese di un cinegiornale, prendendo a schiaffi e calci un regista e un agente di polizia. Infine, il marito spinge la moglie giù da un molo facendola cadere in mare.

## Distribuzione
Le date di uscita internazionali sono state:
- 7 maggio 1914 negli Stati Uniti
- 12 aprile 1917 in Italia
- 3 febbraio 1921 in Spagna (Charlot sufragista)
- 27 maggio 1922 in Finlandia